# فضل إمام الخير آبادي
فضل إمام الخير آبادي واسمه «فضل إمام بن محمد أرشد بن محمد صالح بن عبد الواجد بن عبد الماجد بن القاضي صدر الدين العمري الحنفي الهركامي الخير آبادي»،انفرد بالإمامة في صناعة الميزان والحكمة في عصره، ولم ينازعه في ذلك أحد من نظرائه. ولد ونشأ بخيرآباد وقرأ العلم على مولانا عبد الواجد الخير آبادي، ثم درس وأفاد وأقبل على المنطق والحكمة إقبالًا كليًا، وصنف الكتب، وخدم بريطانيا العظمى ببلدة دهلي، حتى نال معاش تقاعد، وكان قليل الخبرة بالفقه والحديث.

## مصنفاته
1. المرقاة في علم المنطق.
2. تلخيص الشفاء للشيخ الرئيس ابن سينا.
3. حاشية على مير زاهد رسالة.
4. حاشية على مير زاهد ملا جلال.

## وفاته
مات في خير أباد لخمس خلون من ذي القعدة سنة 1243هـ ثلاث وأربعين ومائتين وألف من الهجرة.